# FIFA 23
FIFA 23 is een voetbalsimulatiespel uit de FIFA-computerspellenreeks. Het spel werd uitgebracht op 30 september 2022. Dit keer prijkt Kylian Mbappé samen met Sam Kerr op de cover van alle edities. Het spel verschijnt voor Microsoft Windows, Nintendo Switch, PlayStation 4, PlayStation 5, Xbox One, Xbox Series en Google Stadia.

## Damesvoetbal
Dit deel in de FIFA-reeks zal de eerste zijn die damesclubvoetbal introduceert, nadat in FIFA 16 enkel landenteams in het vrouwenvoetbal geïntroduceerd werden. De Engelse FA Women's Super League en de Franse Division 1 Féminine zullen bij de uitgave van het spel worden opgenomen, en er zullen meer competities in de toekomst worden toegevoegd. EA gaat begin 2023 de Champions League toevoegen.  

## Allerlaatste spel van EA Sports met de naam FIFA
In 1994 begon het spel met de FIFA-titel en de gamereeks houdt het net geen 30 jaar vol. Dit komt omdat de voetbalbond FIFA graag 284 miljoen euro wilde voor het gebruik van de naam en EA Sports altijd 142 miljoen betaalde en dat niet wilde verdubbelen.
Het vervolg op FIFA 23 noemt EA Sports FC 24.